# (1835) Gajdariya
(1835) Gajdariya es un asteroide perteneciente al cinturón de asteroides descubierto por Tamara Mijáilovna Smirnova el 30 de julio de 1970 desde el Observatorio Astrofísico de Crimea, Naúchni.

## Designación y nombre
Gajdariya se designó al principio como 1970 OE.
Posteriormente, se nombró en honor del escritor ruso Arkadi Gaidar (1904-1941).

## Características orbitales
Gajdariya orbita a una distancia media del Sol de 2,833 ua, pudiendo alejarse hasta 3,08 ua. Tiene una excentricidad de 0,08725 y una inclinación orbital de 0,9899°. Emplea en completar una órbita alrededor del Sol 1742 días.